# Multiple Subscriber Number
Multiple Subscriber Number, kortweg MSN, is een bij ISDN gebruikte techniek om telefoonnummers los te koppelen van het aantal beschikbare kanalen.
Eén digitale ISDN-lijn kan men met meerdere telefoonnummers koppelen. Allereerst heeft men het hoofdnummer van de ISDN-lijn, en alle bijkomende telefoonnummers noemt men MSN's. Deze MSN's (maximaal 16 per ISDN-lijn) kunnen aangevraagd worden bij de gebruikte ISDN-leverancier.
Indien men meerdere MSN's heeft, kan men per ISDN-telefoontoestel instellen welke MSN als uitgaand nummer gebruikt zal worden, en voor welke inkomende MSN-oproepen dit toestel moet rinkelen.